# カイロモノレール
カイロモノレール (アラビア語：مونوريل القاهرة) は、エジプト・カイロで建設中のモノレール路線である。2路線を有し、完成すれば自動運転を行なうモノレールとしては世界最長の路線となる見込みである。2つの路線は新行政首都、および10月6日市からカイロ都市圏へ向かう初の公共交通機関となる。新行政首都と東カイロを結ぶ53kmの路線の予想所要時間は約60分、10月6日市とギーザを繋ぐ42kmの路線の予想所要時間は約42分となる。

## 建設背景
カイロモノレールが最初に構想されたのは2010年代後半であり、カイロ都市圏の交通量逼迫に対処し、郊外住民に速達性の高い交通手段を提供する目的があった。また、カイロと新行政首都を結ぶ鉄道路線としても計画された。モノレールが選ばれた背景には、再生可能資源を使用しており、汚染が少なく、ゼロエミッションの交通機関である点が挙げられる。さらにカイロモノレールは自動運転であり、運行時に運転手を必要としない。

### 資金調達
建設資金は、国内外からの投資の組み合わせによって確保された。これには、エジプト・トンネル公団とGBモルガン・ヨーロッパ・リミテッドとの間で締結された多額の融資円滑化契約のほか、欧州復興開発銀行や欧州投資銀行といった他の金融機関からの拠出も含まれる。資金調達総額は約45億ユーロに達した。

### 設計、および運行
2019年8月には、フランスの鉄道車両メーカーであるアルストム社が、エジプト国有企業であるアラブ建設事業体やオラスコム建設など多くの企業とのコンソーシアムを主導することとなった。当該コンソーシアムはモノレール2路線の設計や建設、運営、保守を手がける27億ユーロの契約を結び、建設終了後には30年間にわたって両路線の運行・保守管理を行なう。

### 開業
カイロモノレールは2023年に一般開業する予定であったが、2024年10月の開業に延期された。
同路線は2024年10月に試運転を行ない、同月中に開業する予定である。最初の試運転は、新行政首都内の制御センターからモシール・モスク駅までの区間で行われる。

## 車両

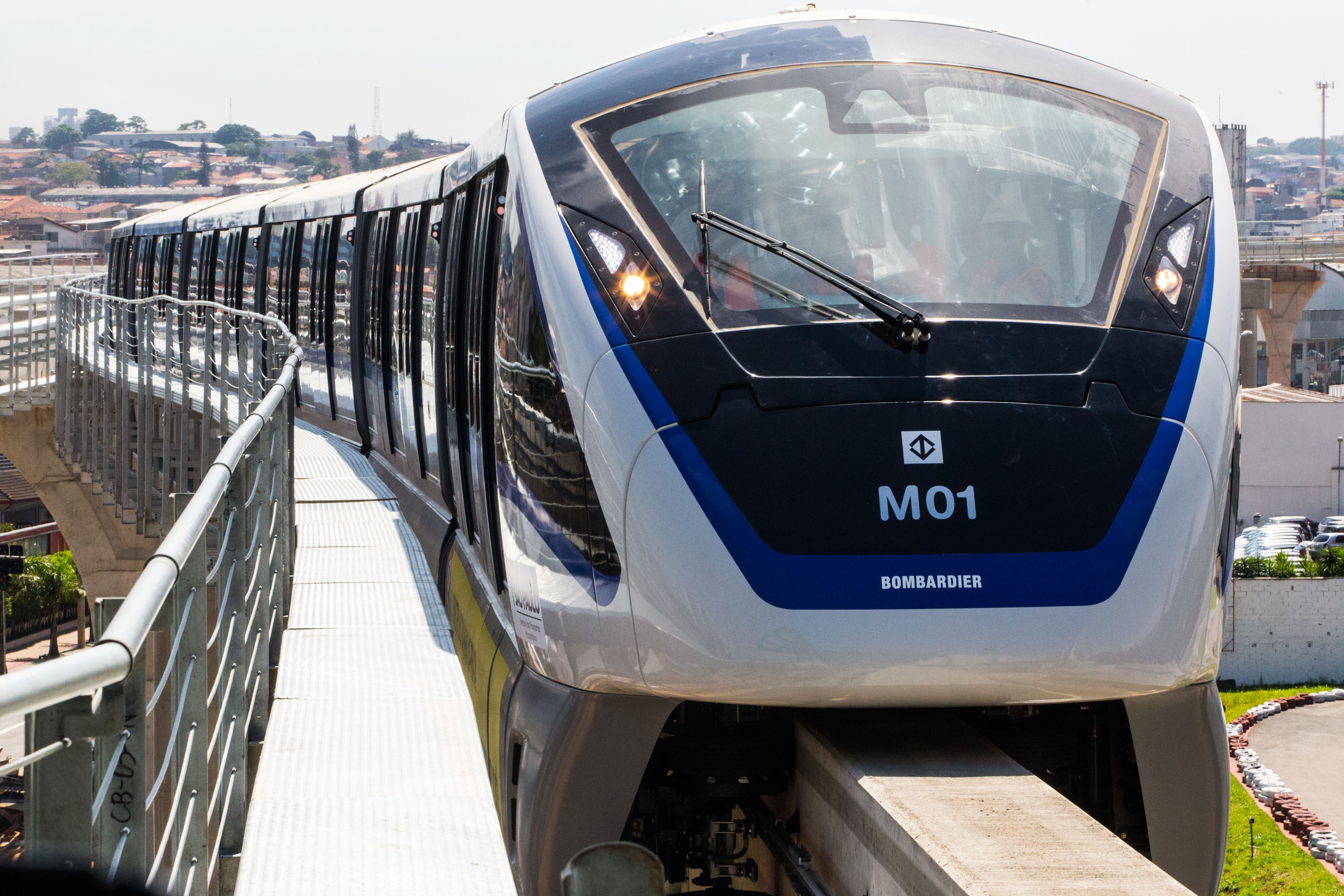
サンパウロ地下鉄15号線に投入されているアルストム社のイノヴィア・モノレール300系

カイロモノレールでは、両路線合わせて70両のアルストム社製の完全自動運転車両であるイノヴィア・モノレール300系が投入される。車両は4両編成で、英国・ダービーにある同社のダービー・リチャーチ・レーン・ワークス工場で製造されたものである。 
イノヴィア300系のシステムにはアルストム社のCityflo 650 CBTC機構が搭載されており、無線通信と移動ブロック技術を活用して列車の運行を管理する。

## 路線

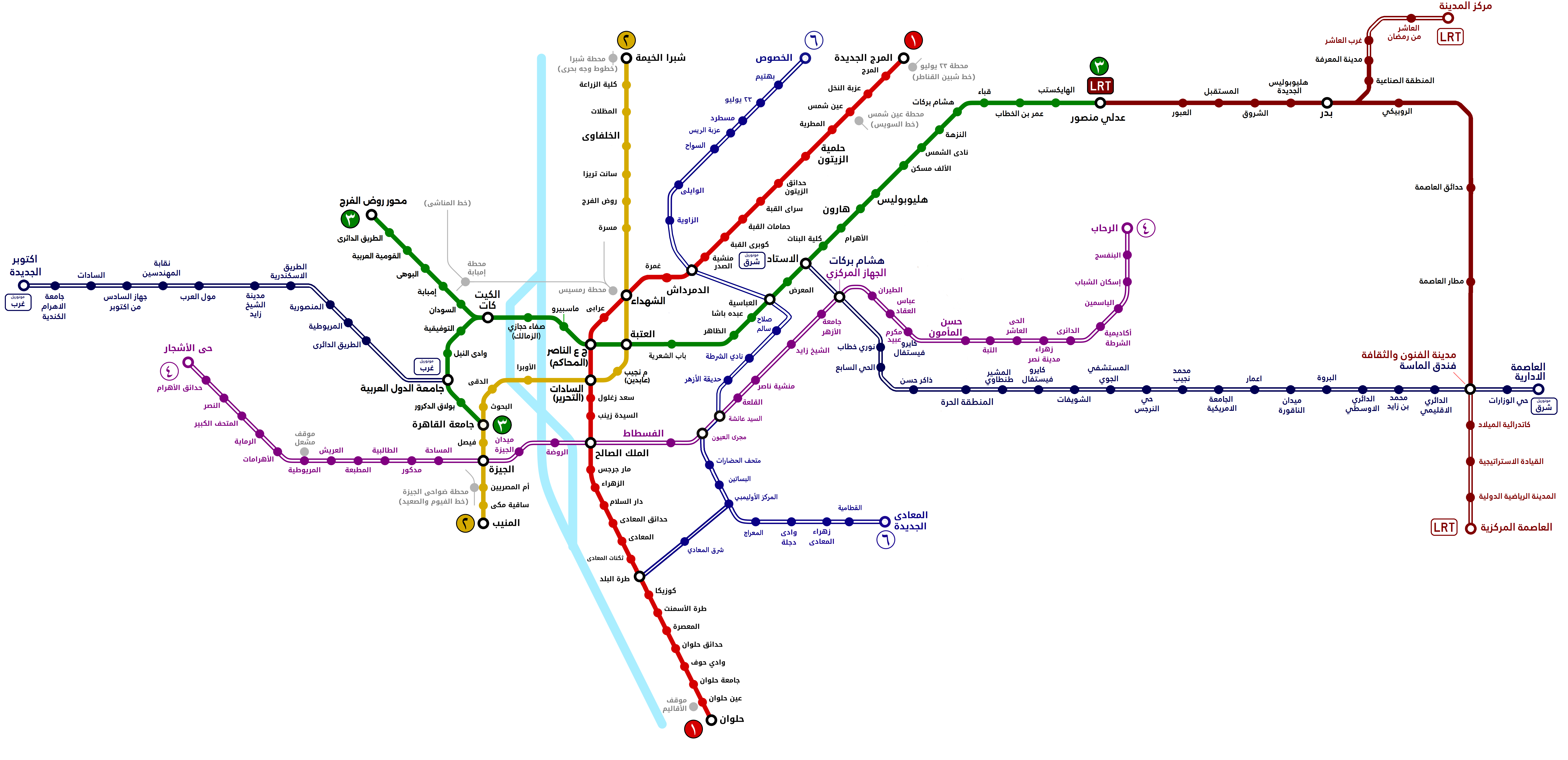
カイロ地下鉄、LRT、モノレールの延伸計画

### 新行政首都線（東ナイル線）
新行政首都線は2019年に着工しており、当初の計画は2022年5月に完工する予定であったものの、完工予定日は2023年10月に、開業は2024年4月に延期された。その後工期はさらにずれ込み、「新しい」完工日と開業日が2024年10月に設定された。現在も計画は遅延しており、開業日は未定である。
新行政首都線の路線長は56.5km、駅数は22駅である。路線はスタジアム駅を起点に、ヒシャム・バラカート駅、ヌーリ・ハッターブ駅、第7地区駅、フリーゾーン駅、タントウィ元帥駅、カイロフェスティバル駅、エア病院駅、ナルジス地区駅、モハメド・ナギーブ駅、アメリカン大学前駅、エマール駅、ナフォウラ広場駅、アル・バルワ駅、中央環状線駅、モハメド・ビン・ザイード駅、地区環状線駅、アルマサホテル駅、官庁地区駅（アル・ウィザラート駅とも呼ばれる）、行政首都駅を経て、不詳の終着駅である第22駅に至る。
他路線との接続としては、起点駅のスタジアム駅でカイロ地下鉄3号線と接続するほか、アルマサホテル駅でカイロ・ライト・レール・トランジットの芸術文化都市駅と接続する。

### 10月6日市線（西ナイル線）
10月6日線は2020年1月に着工し、2023年中盤に開業する見込みであったが、土地取得に難航したため工期が遅れ、2024年10月の開業に先送りされた。現在も工期が遅れており、開業日は未定。
10月6日市線の路線長は45km、駅数は13駅である。路線は新十月駅を起点に、工業地帯駅、サダト駅、10月6日市役所前駅、技術者協会駅、ナイル大学前駅、ハイパー・ワン駅、カイロ-アレキサンドリア砂漠道路駅、マンスーリャ駅、マリウテヤ駅、環状道路駅、バシール駅を経て、ナイル峡谷駅に至る。
他路線との接続としては、カイロ地下鉄3号線の東伸により、ナイル峡谷駅での乗り換えが可能になる。